# 제3회 아시아 국제 청소년영화제
제3회 아시아 국제 청소년영화제는 2006년 10월 27일에 열린 시상식이다.

## 수상 및 후보

### 온누리상
- 미운오리새끼 - 김민선 수상

### 된바람상- 하늬부
- 우유혁명 - 최창엽 수상

### 된바람상- 높새부
- 肉丸子与巧克力 미트볼과 초콜릿 - Xiao Xiao 수상

### 흔들바람상- 하늬부
- 내가 살고 싶은 곳 - 김은선 수상

### 흔들바람상- 높새부
- 카레라이프 　 - Junya Tanaka 수상

### 산들바람상- 하늬부
- 검은물 - 홍승민 수상

### 산들바람상- 높새부
- 할매와 매다기 - 윤혜렴 수상

### AIYFF 감독상
- 아이 - Wang Wei 수상

### AIYFF 기술상
- 길버트 - Ma Ping On 수상

### AIYFF 심사위원특별상
- 건반위의 꿈 - Wakako Toyoshima 수상
- 두 남자 - 민경조 수상